# 我會飛走
《我會飛走》（英語：I'll Fly Away）是一部美國劇情電視劇，1991年10月7日至1993年2月5日在NBC播出。該劇以20世紀50年代末和60年代初為背景，講述美國南部的某處（地點從未透露），貝德福德一家逐漸受到常常參與民權運動的黑人女傭莉莉·哈柏（雷吉娜·泰勒飾演）影響。
1999年，《电视指南》將莉莉·哈柏列為史上50位最偉大電視人物名單中的第15位。2013年，該劇在60部「過早取消」的節目名單中排名第9位。

## 外部連結
- 互联网电影数据库（IMDb）上《I'll Fly Away》的资料（英文）
- 互联网电影数据库（IMDb）上《I'll Fly Away: Then and Now》的资料（英文）